# Skiskydning under vinter-OL 2010 – Herrernes individuelt
Herrernes individuelle skiskydningskonkurrence under Vinter-OL 2010 blev afholdt 18. februar 2010 i Whistler Olympic Park i Whistler, Canada. 88 skiskytter deltog, og guldmedaljen blev vundet af nordmanden Emil Hegle Svendsen. Der blev uddelt 2 sølvmedaljer, da nordmanden Ole Einar Bjørndalen og hviderusseren Sergey Novikov færdiggjorde løbet på samme tid. Der blev ikke uddelt en bronzemedalje.

## Top 10
| Rank | Bib | Name                 | Country      | Time    | Penalties (P+S+P+S) | Deficit |
| ---- | --- | -------------------- | ------------ | ------- | ------------------- | ------- |
| 1    | 5   | Emil Hegle Svendsen  | Norge        | 48:22.5 | 1 (0+0+0+1)         |         |
| 2    | 12  | Ole Einar Bjørndalen | Norge        | 48:32.0 | 2 (0+1+0+1)         | +9.5    |
| 2    | 27  | Sergey Novikov       | Hviderusland | 48:32.0 | 0 (0+0+0+0)         | +9.5    |
| 4    | 6   | Evgeny Ustyugov      | Rusland      | 49:11.8 | 1 (0+0+0+1)         | +49.3   |
| 5    | 11  | Pavol Hurajt         | Slovakiet    | 49:39.0 | 1 (0+0+1+0)         | +1:16.5 |
| 6    | 16  | Simon Eder           | Østrig       | 49:41.7 | 2 (1+1+0+0)         | +1:19.2 |
| 7    | 1   | Tomasz Sikora        | Polen        | 49:43.8 | 2 (1+1+0+0)         | +1:21.3 |
| 8    | 4   | Christoph Sumann     | Østrig       | 50:04.9 | 3 (0+2+0+1)         | +1:42.4 |
| 9    | 49  | Daniel Mesotitsch    | Østrig       | 50:32.0 | 2 (0+1+0+1)         | +2:09.5 |
| 10   | 17  | Michael Greis        | Tyskland     | 50:37.6 | 2 (0+2+0+0)         | +2:15.1 |